# 오르비스 옵티무스
오르비스 옵티무스(공식 약칭 오르비).
사이트 운영자인 이광복이 직접 작성하는 상위권 학과 배치표와 전국석차백분위표 등 예측 자료들의 정확도가 높아, 상위권 대학을 지망하는 수험생들이나 교사들이 참고한다. 일부 자료는 입시 기관 중에서 가장 정확한 것으로 알려져 있다., 오르비는 서울대와 연세대, 고려대, 의대, 치대, 한의대를 지망하는 수험생들의 수능과 내신 성적을 수집해 대학의 합격선을 예측하고, 논술과 구술시험을 어떻게 준비해야 하는지 짐작할 수 있게 해줌으로써 수험생들 사이에 인기를 끌며 급성장하였다.
반면, 소수의 명문대만을 주제로 다루거나, 학업 성취도에 근거하여 서로 다른 회원 등급을 부여하는 제도적인 특성, 일부 회원들이 보이는 대학서열주의에 대한 비판의 목소리도 상존한다. 2011년 5월 이전까지 11년 간 서비스 대상 회원을 인문계 상위 1%, 자연계 상위 2% 이내 수험생으로 명시하였었다. 2011년 5월부터는 내신·수능 1등급 최상위권 수험생·졸업생 커뮤니티를 표방하고 있다.

## 역사
오르비는 2000년 12월 13일, 당시 400점 만점이었던 2001학년도 대학수학능력시험에서 390점대 성적을 받은 수험생들을 대상으로, 대학 진학과 관련된 정보를 교환하고 상호 간의 친목을 도모하기 위하여 이광복에 의해 발족되었다. 그 후 오르비는 수능 시험 혹은 수능 모의고사에서 상위 1% 이내 (자연계의 경우 상위 2% 이내) 성적을 받은 최상위권 수험생들을 위한 정보 제공 및 교류, 친목 도모 사이트로 성장하였고, 일반 입시 사이트에서는 상대적인 박탈감을 유발한다는 이유로 마음 편히 상담받지 못하고, 소수에 해당한다는 이유로 극심한 정보 기근에 시달리던 최상위권 수험생들에게 환영을 받으며 입지를 구축하게 되었다. 최초의 오르비 사이트는 Daum 카페에 개설되었으나 현재는 휴면 상태이고, 마지막 활동은 2003년 6월 28일에 있었다. 현재의 오르비 사이트는 2001년 7월 22일에 카페로부터 분리되어 orbi.wo.to 라는 사이트로 웹에서 운영되었던 오르비 1.0을 계승한 사이트이다. 이 당시의 오르비는 넷츠고의 게시판 서비스를 기반으로 운영되었다.
개설 후 10년 동안 오르비는 공식적인 웹 사이트 광고를 한 적이 없고, 오로지 입소문을 통해 현재의 인지도를 획득하게 되었다고 한다.

#### 서울대 합격자 발표 사이트 해킹
2003년 1월 29일, 서울대의 정시모집 합격자 공식 발표 시점에, '합격자 공지사항'과 '불합격자 공지사항' 문구가 해킹되어 서울대의 합격자 발표 사이트가 일시적으로 폐쇄되었으며 당시 해킹 사건을 주도한 자들이 오르비 회원들인 것으로 밝혀졌다.

### 오르비 8 (Codename Sarkura): 2003~2004

#### 숨마쿰라우데 시리즈 출간
이전까지 오르비는 운영자 개인의 지출로 운영되었으나, 사이트 규모와 트래픽 증가로 인해 운영비가 폭증하여, 자금원을 찾기 시작하였고, 이를 인세 수입으로 충당하기 위해 Pallas Project라는 참고서 출판 기획이 이루어졌다. 국제 올림피아드 수상 경력 등을 갖춘 오르비 회원들 50여 명이 집필한 원고를 기반으로 이 프로젝트는 완성되어 숨마쿰라우데 시리즈로 출판되었다. 2004년 1월, 오르비는 개인회사로 등록되었다.

#### 입시 설명회와 운영자의 EBS 강사 활동
2003년 12월 6일, 오르비 최초의 입시설명회가 서울 강남구 대치동 케이스 아카데미에서 서울대-연고대-의치한의대 입시설명회: 최상위권 전망과 경향 및 대책라는 이름으로 열렸으며, 1천여석의 좌석이 설명회 시작 3시간 전에 가득차고, 뒤늦게 온 2천여명의 학생과 학부모들은 입장을 하지 못할 정도의 성황을 이루었다. 입시 설명회를 진행한 오르비 운영자 이광복은 정밀한 분석을 위해 대학 진학 후에도 실제로 수능 시험에 매년 응시하며, 총 5번의 수능 시험에서 상위 0.1% 이내의 성적을 받았고, 서울대 의대, 서울대 경영대, 성균관대 의대, 한림대 의대, 경원대 한의대에 동시 합격하였다. 첫 입시 설명회의 성공 이후 이광복은 EBS 전국순회 입시설명회 강사로도 활동하였다.

### 오르비 9 (Codename Polisark): 2004~2006

#### 오르비 웹 사이트 해킹
2004년 2월 11일 오르비 사이트가 해킹되어 모든 자료가 소실되었다. 이 해킹 사건은 그 의도가 성적 격차로 인한 갈등으로 분석되면서 여러 언론 매체의 주목을 받았다. 약 1개월 후 2월 5일부터 2월 11일까지 1주일 간의 자료를 제외한 데이터들이 모두 복구되었다.

#### 도시 구조의 웹 사이트 디자인
이 시기의 오르비는 도시(polis) 구조로 운영되었는데, 오르비시(市) 하에 학원구, 진학구, 생활구 등이 있고, 그 밑에 학습동, 인터넷강의평가동 등이 있으며, 입법부 운영위원들이 규칙을 만드는 의회, 사법부 운영위원들이 회원을 처벌하는 법원과 경찰청이 있는 식이었다. 이 시기의 오르비 사이트의 게시판 구성과 분류는 유사 입시 사이트의 모델이 되었다.

### 오르비 10 (Codename Decasark): 2006~2008
2006년 5월 오르비는 버전 10으로 업그레이드 되었다. 기존의 게시판 구조나 명칭은 보존되었으며, 디자인 버전 업에 가까웠다. 이 시기의 오르비는 학습과 관련된 정보를 모아놓은 파란색의 오르비, 입시와 관련된 정보를 모은 갈색의 프래서지움(praesagium, 라틴어로 '예언자'라는 뜻), 성적 인증을 받은 최상위권 수험생들 커뮤니티인 보라색의 에피옵티무스의 3원 체제로 운영되었다.
2007학년도 입시에서는 의예과 포털에 '의대에 합격했지만 경제적인 문제 때문에 등록을 포기해야 할 것 같다'는 내용의 글을 올린 학생에게 한 독지가가 학비를 전액 지원해주기로 해 화제가 되었다.

#### 등급제 수능과 피해자의 모임
2007년 11월에 실시된 2008학년도 수능 시험은 처음이자 마지막으로 전면적인 등급제가 실시된 해였다. 이 해 수능 시험에서는 수능 시험의 원점수, 표준점수가 성적표에 표기되지 않고 오로지 각 영역별 등급만이 표기되어, 500점 만점의 시험에서 수리 영역 한 문제를 틀려 496점을 맞은 학생이 의대나 서울대 상위학과에 진학하지 못할 것으로 우려되는 등 많은 혼란이 있었다. 억울함을 호소하는 학생들은 주로 실수로 1등급을 놓치고 2등급을 받게 된 상위권 학생들이었는데, 오르비에는 이와 같은 학생들을 위한 피해자의 모임이라는 게시판이 개설되기도 하였다.
이 해 수능 시험에서는 2002학년도 수능 이후 유일하게 각 영역의 등급 조합에 따른 누적도수분포가 공개되었는데, 이론적으로는 이 자료로부터 각 점수대별 전국석차를 계산해 낼 수 있었다. 이를 바탕으로 추정된 오르비의 자료가 높은 정확도를 보였고, 특히 그 해 서울대 법과대학의 합격선이 크게 낮아지는 소위 '펑크' 현상을 예견하여 화제가 되었다.

#### 한국 300대 웹 사이트 진입
2008년 2월 6일 자로, 오르비는 랭키닷컴 기준 국내 전체 웹 사이트 순위 287위에 올랐다.

### 오르비 11 (Codename Axiom): 2008~2010

#### 서버 이전과 DB 개편
2008년 11월, 오르비의 서버가 진학사 내부의 서버로 이전되었으며, 기존의 리눅스와 MySQL, 제로보드를 기반으로 운영되던 서버가 마이크로소프트 윈도우 기반 서버로 이전되면서 대규모의 데이터베이스 개편이 있었고, 이 과정에서 일부 게시판에 대한 접근 경로가 소실되었다. 암호화된 비밀번호를 새로운 서버로 이전할 수 없었기 때문에, 기존의 가입자들은 새 사이트로 전환가입을 할 것을 권유받았으나, 가입 과정이 매끄럽지 못해 불만을 야기하였다. 오르비 11 개편 이전까지는 글쓰기 권한이 있는 실명 회원권을 얻기 위해 전화를 걸고 영어 문제를 푼 후 1주일을 기다리는 등 번거로운 절차를 거쳐야 했지만, 이때부터는 한국신용정보의 실명 데이터베이스를 이용해 실명이 인증되면 즉시 글쓰기 권한을 부여하였으므로, 가입 기간이 오래된 회원들로부터 너무 쉽게 실명 회원권이 남발된다는 반발이 생기기 시작했다.
2009년 4월에는 중국발 악성 코드 주입으로 인한 보안 문제가 발생하는 등 서버 이전 이후 예전에 비해 전반적으로 운영의 기술적인 측면이 불안정해졌다. 그럼에도 불구하고, 2009년 11월 수능 시즌의 오르비는 사상 최대 방문자 수를 경신하였다.

## 같이 보기
- 배치표
- 공신
- 훌리건천국